# Assis Horta
Assis Alves Horta (Diamantina, 28 de fevereiro de 1918 - Belo Horizonte, 17 de abril de 2018) foi um fotógrafo brasileiro. Tornou-se referência ao fotografar os primeiros retratos de operários legalmente registrados no Brasil, depois da Consolidação das Leis do Trabalho, em 1943.

## Biografia
Aos 14 anos, arrumou um emprego na loja Photo Werneck, em Diamantina, onde aprendeu com o proprietário, Celso Tavares Werneck Machado, as técnicas fotográficas. Em 1936, aos 18 anos de idade, Assis acabou comprando o estúdio de Werneck. Rebatizado de Photo Assis, o estúdio funcionou até 1967, quando ele se mudou para Belo Horizonte.
Em 1941, foi solicitado para retratar uma centena de soldados do 3º Batalhão da Polícia Militar do Estado de Minas, aquartelado na região desde 1890. De frente e de perfil.
Em 2012, foi tema de um filme curta-metragem produzido pelas agências Nitro Imagens e Alicate: "O Guardião da Memória".
Assis Horta morreu em 17 de abril de 2018, em Belo Horizonte, aos 100 anos.

## Prêmio Marc Ferrez de Fotografia
Em 2012, o fotógrafo e curador Guilherme Horta foi contemplado com o Prêmio Marc Ferrez de Fotografia, categoria Reflexão Crítica, com um projeto de pesquisa sobre a obra de Assis Horta. Intitulado “Assis Horta: A Democratização do Retrato Fotográfico através da CLT”, o trabalho transformou-se em uma exposição que foi inaugurada em Ouro Preto, em 2013. Em seguida a exposição foi para Brasília. Em 2017 a exposição chegou ao Rio de Janeiro.